# Plac Suche Batora

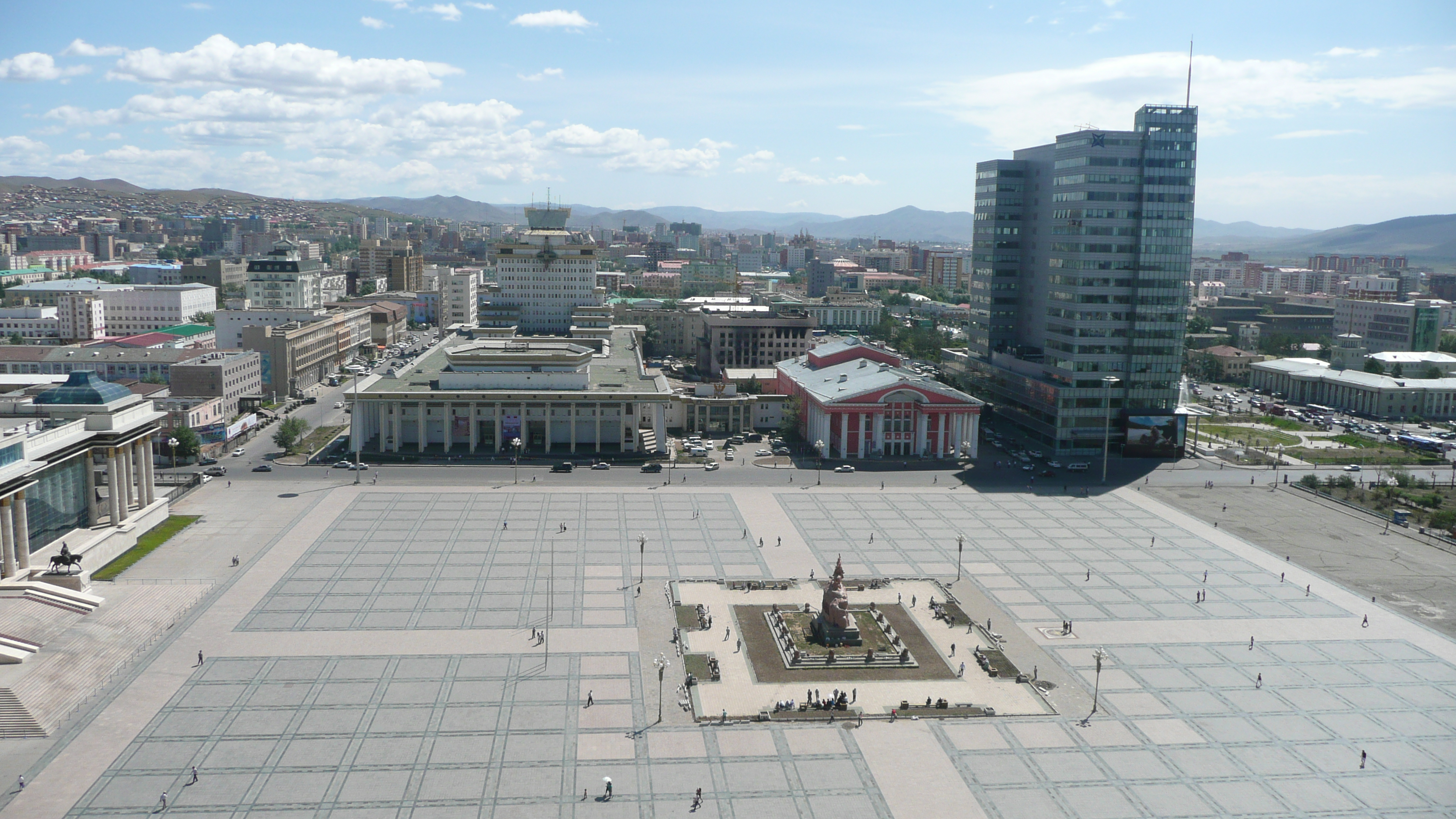
Widok na wschodnią pierzeję placu

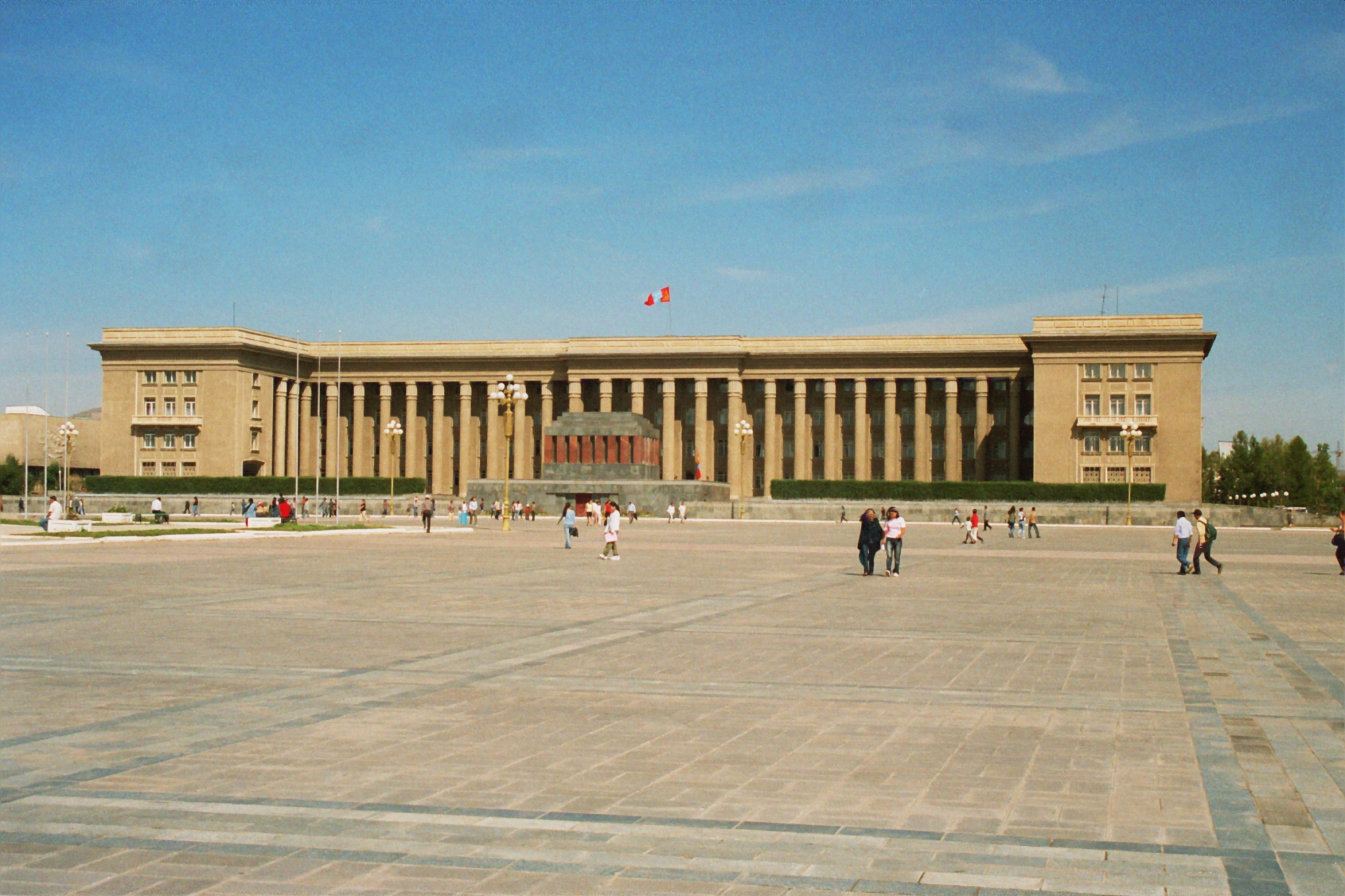
Mauzoleum Suche Batora i Czojbalsana, zlikwidowane w 2005

Plac Suche Batora (mong. Сүхбаатарын талбай; w latach 2013–2016 nosił nazwę plac Czyngis-chana) – centralny plac Ułan Bator, stolicy Mongolii.

## Historia
Plac został wytyczony po utworzeniu w 1921 Mongolskiej Republiki Ludowej, w miejscu wyburzonego buddyjskiego klasztoru Ich Chüree. Nadano mu imię na cześć Damdina Suche Batora, przywódcy mongolskiej rewolucji. Stanowi centralny punkt stolicy, miejsce wielu oficjalnych uroczystości, festiwali, wieców oraz koncertów muzycznych. W 1990 odbyły się na nim masowe protesty przeciwko rządzącej partii komunistycznej, które przyczyniły do demokratyzacji ustroju politycznego.

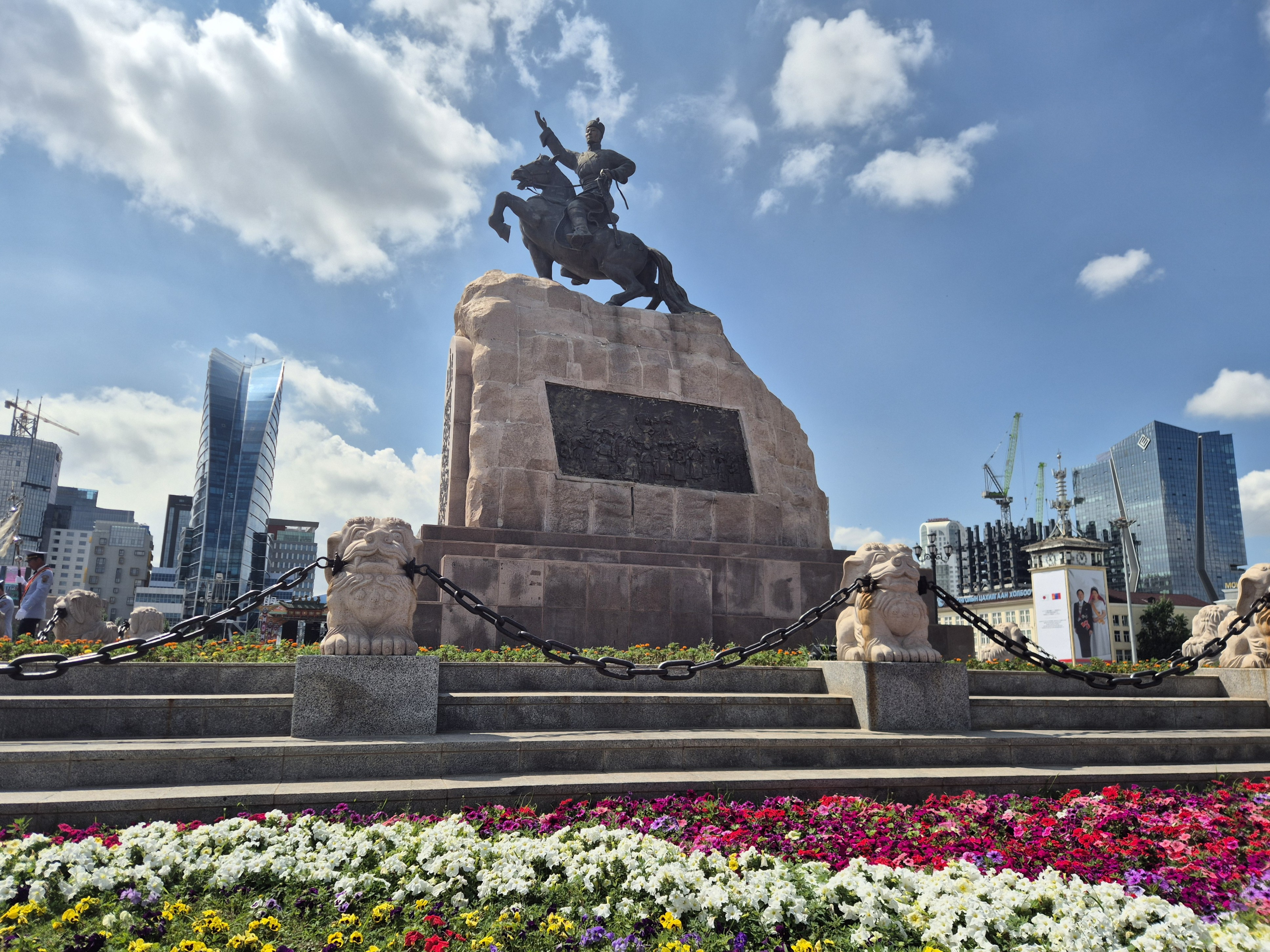
Pomnik konny Suche Batora

Centralny punkt placu stanowi wzniesiony w 1946 roku konny pomnik Suche Batora. Wschodnią pierzeję tworzą trzy budynki: zbudowany w latach 70. XX wieku Pałac Kultury i Nauki (w którym mieści się m.in. Galeria Mongolskiej Sztuki Współczesnej), zbudowany w 1947 gmach Teatru Opery i Baletu oraz nowoczesny wieżowiec Central Tower, wewnątrz którego mieszczą się sklepy światowych sieci takich jak Louis Vuitton i Armani. Po zachodniej stronie placu ulokowane są budynki giełdy i poczty.
Po północnej stronie placu znajdowało się dawnej wzniesione w 1954 mauzoleum, w którym spoczęły szczątki Suche Batora oraz Chorlogijna Czojbalsana. W okresie istnienia Mongolskiej Republiki Ludowej odbywały się przed nim uroczystości państwowe. W 2005 mauzoleum zostało zburzone, a szczątki komunistycznych przywódców przeniesiono na miejski cmentarz. Na miejscu mauzoleum wzniesiono oddany do użytku w 2006 nowy budynek parlamentu, przed którym znajduje się wykonany z brązu olbrzymi pomnik Czyngis-chana zasiadającego na tronie.
15 lipca 2013 rada miejska Ułan Bator, wówczas zdominowana przez prawicową Partię Demokratyczną, głosowała za zmianą nazwy placu, któremu teraz nadano imię Czyngis-chana. Działanie to było skierowane przeciwko Mongolskiej Partii Ludowej, której jednym z założycieli był właśnie Suche Bator. W czerwcu 2016 placowi przywrócono jego dawną nazwę.
Otoczenie placu przechodzi współcześnie transformację, socrealistyczne budynki są stopniowo wyburzane i zastępowane nowoczesną architekturą.